# Comité Olímpico Andorrano
El Comité Olímpico Andorrano (en catalán: Comitè Olímpic Andorrà) tiene 26 federaciones, de las cuales 18 corresponden a disciplinas olímpicas.
Andorra también forma parte de los Juegos Mediterráneos y de los Juegos de los Pequeños Estados de Europa, (JPEE).

## Miembros del COA

### Federaciones olímpicas
- Federació Andorrana d'Atletisme
- Federació Andorrana de Basquetbol
- Federació Andorrana de Canoa-Caiac
- Federació Andorrana de Ciclisme
- Federació Andorrana d'Esports de Gel
- Federació Andorrana d'Esquí
- Federació Andorrana de Futbol
- Federació Andorrana de Gimnàstica
- Federació Andorrana d'Hípica
- Federació Andorrana de Judo, Ju jitsu
- Federació Andorrana de Natació
- Federació Andorrana de Rugbi
- Federació Andorrana de Taekwondo
- Federació Andorrana de Tennis
- Federació Andorrana de Tennis taula
- Federació Andorrana de Tir
- Federació Andorrana de Vela
- Federació Andorrana de Voleibol

### Federaciones no olímpicas
- Automòbil Club
- Federació Andorrana de Kàrate
- Federació Andorrana Motociclista
- Federació Andorrana de Muntanyisme
- Federació Andorrana de Patinatge
- Federació Andorrana de Petanca
- Federació Andorrana d'Escacs
- Special Olympics